# 管鐘演
管鐘演（1955年—2011年3月4日 ），中華民國死刑犯，夥同2共犯涉嫌兇殺7人，經多次發回更審，已於2011年3月4日執行槍決，終年56歲。管鐘演於1988年、1989年殺害7人，與殺害7人的死刑犯徐東志被合稱「徐管不離」。

## 經歷
管鐘演曾因為涉嫌詐騙等罪名被判7年2月監禁，在1985年11月假釋出獄，之后曾經以計程車司機為職業。出獄后，因染毒甚深，每次缺錢花用，就殺人搶劫。
1988年2月14日管鐘演夥同吳錦燦、劉漢屏以租屋為藉口，進入台中市廖厚遇、李慧君夫婦住處，持藍波刀、番刀挾持2人洗劫財物，但因廖厚遇反抗，管先持藍波刀連刺廖背部9刀致死，李女發現後尖叫求救，也慘遭管連刺胸口18刀當場斃命。隔年11月21日清晨，管又與李有世、黃松青等人另組強盜集團，分持手槍、開山刀進入豐原建材行老闆楊春田住處，管一進門就持槍朝女主人楊何月彩、女兒楊雅雯頭部連開4槍斃命，接著逼問楊春田保險箱密碼被拒，又開槍殺死他，一家3口慘遭滅門，不久，受託行刺艋舺龍山寺口角頭老大綽號“阿肥”的林復雄。又因不滿理髮廳經理蔡銘洲向他拉生意，而將蔡開槍打死。同時，他還涉嫌強姦兩名售樓小姐，并因收受150萬新臺幣的報酬，砍殘了一名陳姓男子。而吳錦燦、劉漢屏，已於1991年3月間遭到槍決伏法。1993年管鐘演在西門町被事先埋伏好的臺北市刑大隊員逮捕。
管鐘演自知逃不過死刑，但為拖延判刑定讞時間，主動供出其他案件，主動供認了強姦兩名售樓小姐與殺死理髮師以及林復雄的罪行。
中華民國最高法院在2006年9月21日經過11次審理后，維持第六次審理的判決，判處管鐘演死刑。但因為時任法務部長施茂林、王清峰拒絕執行死刑。因此，直到2011年3月4日，時任法務部長曾勇夫才對管鐘演執行了死刑。

## 評價
中華民國警方認為，“管鐘演是本國史上最狡詐的匪徒”。
抓捕他的台北市刑大偵四隊隊長認為：“他行蹤非常的飄浮，而且是很小心的一個人。”
法警認為，管鐘演“死有余辜”。

## 罪行統計
- 因詐騙等罪名被判7年2月監禁。（1985年11月假釋出獄）[1]
- 1988年2月14日殺死臺中廖厚遇、李慧君夫婦。
- 1989年10月狙殺龍山寺口角頭頭目《阿肥》林復雄。[1]
- 1989年11月21日殺死楊春田一家三口，此案當時還意外牽扯出台中警方涉嫌刑求，導致三名無辜民眾被起訴之事。[4]
- 強姦2名售屋小姐。[1]
- 1989年4月，因為不滿理髮廳經理蔡銘洲向他拉生意，而將他槍殺。[1][2]

## 逸聞
在管鐘演被逮捕后，面上還帶著微笑。在執行死刑前，管鐘演主動捐出了自己的心臟，肝臟，眼角膜和腎臟，使得6人受惠。

## 腳注/來源
1. 1 2 3 4 5 6 7 8 9 10 11  . 蘋果日報.   [2022-02-07]. （原始内容存档于2017-04-24） （中文（繁體））.
2. 1 2 3 4  . 自由時報.   [2014-02-01]. （原始内容存档于2011-08-28） （中文（繁體））.
3. 1 2 3  . 中國時報.   [2014-02-01]. （原始内容存档于2019-11-30） （中文（繁體））.
4. 1 2 3 4 5  .   [2014-02-01]. （原始内容存档于2017-02-13） （中文（繁體））.
5. ↑  . 蘋果日報.   [2022-02-07]. （原始内容存档于2017-08-03） （中文（繁體））.